# Wyspa Lisia
Wyspa Lisia (ros. Лисий остров) – mała, niezamieszkana wyspa w pobliżu Nachodki, w zatoce Nachodka, jednej z odnóg Zatoki Piotra Wielkiego. Jest położona u wejścia do zatoki Nachodka.
Długość wyspy wynosi około 1,6 km, szerokość około 500 m. Powierzchnia: 0,55 km². Powstała około 10 - 12 tys. lat temu, poprzez oddzielenie się od półwyspu Trudnyj.